# Dum vitant stulti vitia in contraria currunt
La locuzione latina Dum vitant stulti vitia in contraria currunt, tradotta letteralmente, significa gli stolti, per evitare i vizi, cadono nell'errore contrario (Orazio, Satire, libro I, sat. II.).
Il poeta ci ricorda che spesso, per essere superficiali nelle correzioni dei nostri errori, ne compiamo di ancora maggiori.

In un certo senso corrisponde al nostro proverbio "dalla padella alla brace".